# Hugo Dixon
Pour les articles homonymes, voir Dixon.
Hugo Dixon est un journaliste britannique spécialiste de l'économie et de la Bourse.

## Biographie
Diplômé en économie, politique et philosophie du Balliol College, à Oxford, il a commencé sa carrière au magazine The Economist, avant de rejoindre le Financial Times, où il officie pendant treize ans, dont cinq comme responsable du billet Lex Column. Il a créé sa propre société, l'agence de presse Breakingviews en 1999, qui sera rachetée en 2009 par Reuters.